# Persische Pechlibelle

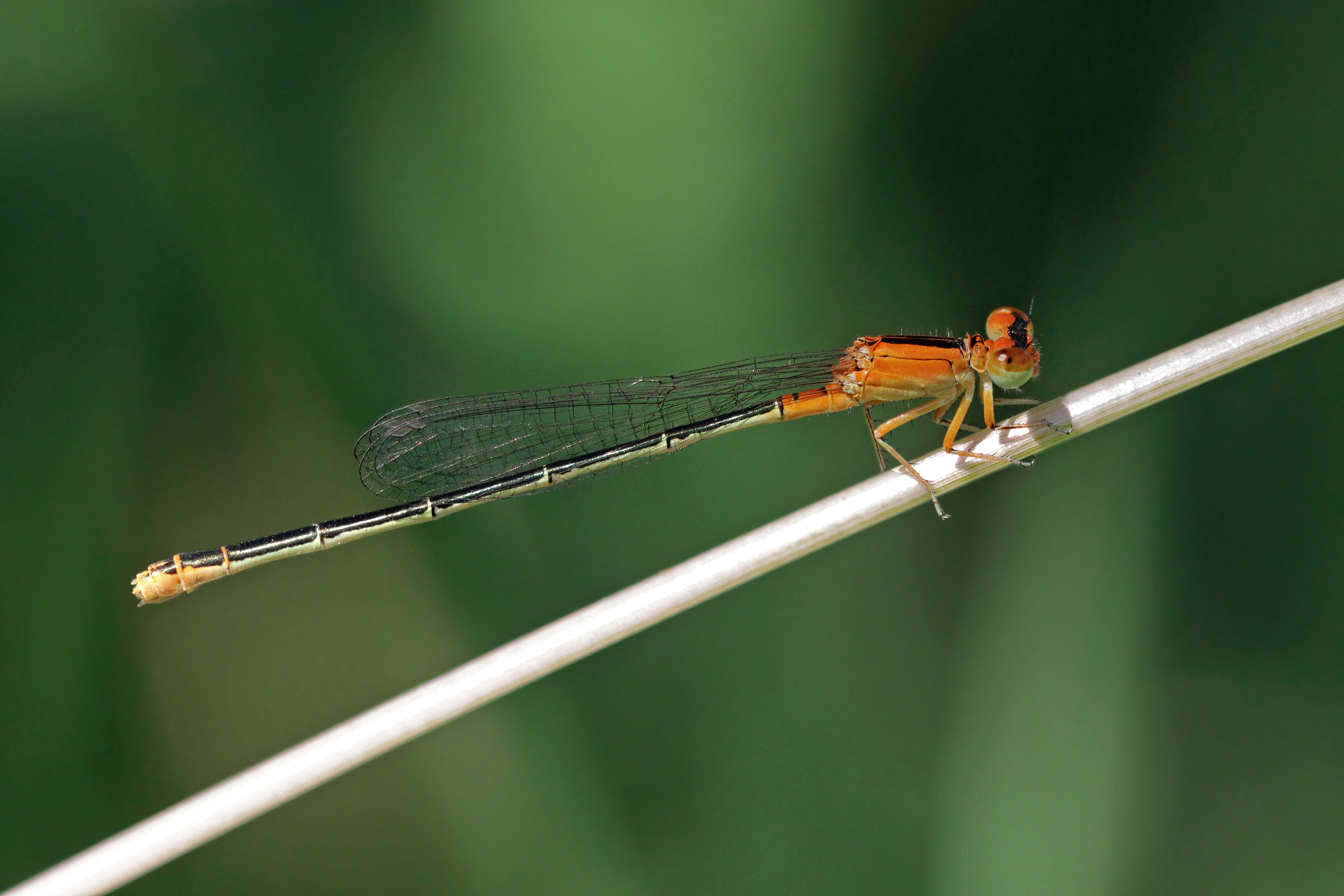
Persische Pechlibelle (Ischnura intermedia), Weibchen, juvenil in Zypern

Die Persische Pechlibelle (Ischnura intermedia), ist eine Libelle aus der Familie der Schlanklibellen. Diese unscheinbare Libellenart kommt wahrscheinlich selten und lokal begrenzt vor. Derzeit ist wenig über sie bekannt und neue Fundorte, wie das Vorkommen in Zypern, wurden erst im Jahr 2013 veröffentlicht.

## Beschreibung
Die Körperlänge beträgt 26 bis 29 Millimeter und die Flügelspannweite 38 bis 42 Millimeter. Die Männchen sich leicht anhand der blau gefärbten Hinterleibssegmente S8 und S9 zu erkennen. Es bestehen jedoch Variationen der Färbung des sogenannten „blauen Rücklichts“. Im Frühjahr sind die beiden Hinterleibssegmente mit größeren, schwarzen Bereichen gefärbt. Beide Geschlechter der Persischen Pechlibelle unterscheiden sich von den anderen Ischnura-Arten, außer der Kleinen Pechlibelle (Ischnura pumilio), durch die auffallend kleinen, zweifarbigen und rautenförmigen Flügelmale im Hinterflügel. Bei den Männchen sind die Flügelmale im Vorderflügel etwas größer und haben einen größeren dunklen Anteil als bei der Kleinen Pechlibelle. Die Weibchen der Persischen Pechlibelle ähneln der Kleinen Pechlibelle und können nur durch eine genaue Betrachtung der Artmerkmale unterschieden werden. Die Männchen haben selten einen grünlich gefärbten Thorax, welcher im Wesentlichen eine blaue und schwarze Färbung aufweist. Beobachtete juvenile Weibchen haben eine leuchtend orange Färbung mit großen, dunkeloliven Flecken auf der Oberseite des Hinterleibs. Mit zunehmendem Alter wird die orange Färbung durch eine grünliche Färbung ersetzt. Die dunkeloliven Flecken auf der Oberseite des Hinterleibs bleiben bestehen. Im Schulterbereich der Weibchen sind sehr dünne dunkle Streifen sichtbar.
Die oberen Hinterleibsanhänge der Männchen enden seitlich in einem kleinen Haken und sind deutlich länger als die unteren Cerci. Von oben betrachtet wirken die oberen Hinterleibsanhänge wie Zangen, welche die unteren Hinterleibsanhänge fast vollständig verdecken. Bei den Weibchen ist der Hinterrand der Vorderbrust (Pronotum) leicht eingekerbt, nicht gewölbt und es sind zwei blasse Flecken in der Mitte vorhanden. Der Legebohrer ist kürzer und spitzer als bei der Kleinen Pechlibelle und ragt schräg von der Unterseite des Hinterleibs hervor.

## Vorkommen
Das Verbreitungsgebiet der Persischen Pechlibelle wurde nach neuen Forschungsergebnissen im Südosten der Türkei, auf Zypern, im Norden von Syrien, im Norden des Irak, dem Iran und im Süden von Turkmenistan aufgezeichnet. An der östlichen Verbreitungsgrenze wird eine weitere Ausdehnung des Vorkommens nicht vermutet, da Ischnura forcipata die Persische Pechlibelle in Zentralasien und den weiter im Osten gelegenen Habitaten ersetzt.
Es wird angenommen, dass die Persische Pechlibelle einen gemeinsamen Vorfahren mit der in Asien vorkommenden Ischnura forcipata hat. Durch die im Verbreitungsgebiet fortschreitende Wüstenbildung in Zentralasien und im Osten des Iran, die im Quartär vor etwa 2,6 Millionen Jahren begann, wurde der Lebensraum für beide Libellenarten fragmentiert. Dies führte zu einer unterschiedlichen Artbildung. Derzeit erstreckt sich die mögliche Vorkommensfläche für die Persische Pechlibelle auf mehr als 1 Million km². Sie besiedelt jedoch nur eine Fläche von 72 km² in diesem Areal.

## Lebensraum
Für das einzige Vorkommen in Europa auf Zypern wurden langsam fließende, gut bewachsene Bäche und kleine Flüsse als Lebensraum beschrieben. Die Persische Pechlibelle wurde oft an kleinen Nebenkanälen von Bächen und in zwei Flusstälern in Zypern, an denen die Strömung abnahm und das Wasser zurückgehalten wurde, beobachtet. Sumpfgebiete und kleine Sümpfe kamen lokal im oder in der Nähe der Bäche vor. Die Ufervegetation war oft stark ausgeprägt und mit hohen Gräsern und Schilf bewachsen. Es wird vermutet, dass sich Populationen der Persischen Pechlibelle nur an Standorten etablieren können, an denen permanent Wasser vorhanden ist.

## Lebensweise
Die Persische Pechlibelle vermehrt sich in Flüssen, Bächen, kleinen Bewässerungsgräben und brackigen Mooren. Im Iran findet man sie vor allem an traditionellen und erhaltenen Bewässerungskanälen und Gräben mit klarem Wasser in den Wüstenregionen „Karizes“ oder „Qanat“. Es ist nicht bekannt, ob sie sich in Stillgewässern wie Teichen oder Seen ansiedeln kann. Sie besiedelt Lebensräume in Höhenlagen von Meereshöhe bis 1.900 m. Die Flugzeit auf Zypern dauert von Ende März bis Ende November. Der Höhepunkt der Flugzeit liegt zwischen Ende April und Mitte Juni. Danach sinkt die Anzahl der fliegenden Individuen und steigt ab August wieder an. Die deutet auf mindestens zwei Generationen der Persischen Pechlibelle pro Jahr hin. In Lebensräumen bei denen die Fließgewässer austrocknen erlischt ihr Vorkommen.

## Gefährdung
Von der Weltnaturschutzunion IUCN wird die Persische Pechlibelle in der Roten Liste gefährdeter Arten geführt. Der Populationstrend ist abnehmend und wird durch den Bau von Staudämmen im gesamten Verbreitungsgebiet bedroht. Weitere bekannte Bedrohungen sind die allgemeine Umweltverschmutzung und schwere Dürreereignisse im Zusammenhang mit dem Klimawandel, die in Südwestasien zunehmen. Aufgrund dieser Bedrohungen ist die Persische Pechlibelle im globalen Zusammenhang als „potenziell gefährdet“  und für Europa als „stark gefährdet“  eingestuft.
Ein Rückgang der Gesamtpopulation wurde nicht dokumentiert. Für die zukünftige Entwicklung wird in weiten Teilen des Verbreitungsgebietes mit einem anhaltenden Rückgang der Vorkommen der Persischen Pechlibelle gerechnet. Eine Abnahme der Qualität und des Ausmaßes der derzeit vorhandenen Lebensräume, sowie ein Rückgang der Anzahl der Standorte und Subpopulationen wird mit hoher Wahrscheinlichkeit eintreten. Da bereits erste Anzeichen für einen Rückgang vorliegen, wird die Art auf globaler Ebene als nahezu gefährdet eingestuft.
Für das Vorkommen auf Zypern ist die Persische Pechlibelle nur aus fünf Flusstälern mit zwölf Standorten bekannt Sie konnte aber bei neueren Veröffentlichungen nur noch an zwei Fundorten bestätigt werden. Seit ihrer Entdeckung auf Zypern im Jahr 2013, ist die Art aufgrund extremer Dürre und Austrocknung der Flüsse, beziehungsweise als Folge von extremen Überschwemmungen, welche die vorhandenen Lebensräume der Art zerstörten, bereits an mehreren Orten verschwunden. Um diese Libellenart in ihrem Bestand zu schützen, sollte sie in die Anhänge der europäischen Fauna-Flora-Habitat-Richtlinie aufgenommen und FFH-Gebiete ausgewiesen werden.